# Odense Bunkermuseum
55°23′7.33″N 10°24′27.42″Ø / 55.3853694°N 10.4076167°Ø
Odense Bunkermuseum, oprindeligt 'Kommandocentral Odense', er et bunkermuseum i Odense som er indrettet i en original atomsikret bunker fra 1954. Bunkeren er bygget under den gamle Kragsbjerggård fra 1746, som i dag rummer Danhostel Odense.
Den 450 kvm store atombunker blev indviet 9. september 1954 og var i funktion helt frem til 2007, hvor den sidste øvelse blev afviklet. Bunkerens formål var at fungere som kommandocentral, hvor Odenses infrastruktur skulle styres fra i tilfælde af krig.
Bunkeranlægget åbnede i 2012 som museum og indeholder stadig de oprindelige installationer fra den kolde krig, som stadig er funktionelle. Desuden findes udstyr som f.eks. originale blanketter, katastrofeplaner, telefoner, radioanlæg, varslingsanlæg og et belyst bykort.
Bunkeren består bl.a. af et auditorie-lignende kommandorum, en kommunikationscentral, hvor sikrede telefonlinjer oprindeligt gjorde det muligt, at holde kontakt med byen og Fyns øvrige instanser og andre hemmelige atombunkere, bunkerens spisekøkken med plads til 30 personer og et intakt maskinrum med køreklar nødstrømsgenerator. Kommandocentralen var forberedt til 30 dages isoleret ophold
Fra den gamle del af bunkeren fører en 30 meter lang tunnel over til en nyere anlagt afdeling fra 1990 med seks rum, hvor af kun to blev færdiggjort. Disse to rum blev brugt til modspilsøvelser til kommandosektionen og er indrettet med sovepladser og kontorer. Indtil udvidelsen i 1990 havde kommandocentralen en kapacitet på 30-35 ansatte og efter udvidelsen på ca. 70 ansatte.
Til at melde om brande og andre skader havde kommandocentralen indrettet observationsposter på toppen af en FAF-silo, et højhus på Bregnevej og i Skt. Knud Kirkes tårn.